# Тука, Войтех
Во́йтех Ту́ка (словац. Vojtech (Béla) Tuka) также Бела (словац. Béla) (4 июля 1880, Штьявницке Бане, Австро-Венгрия — 20 августа 1946, Братислава, Чехословакия) — словацкий государственный и политический деятель периода Первой Словацкой республики.

## Биография

### Молодые годы
Родился в венгерской семье в селе Штьявницке-Бане, ныне находящемся на территории Словакии. Изучал право в университетах Будапешта, Берлина и Парижа, после чего вернулся на родину и стал самым молодым профессором в Венгрии.
Был профессором Печского, а позже — в 1914-1919 годах — Братиславского университета. Перед Первой мировой войной был секретарём Словацкой народной партии.

### Националистическая деятельность
В 1923 году Тука создал военизированную националистическую организацию «Родобpaнa» (словац. Rodobrana), члены которой носили чёрные рубашки и были преданны Туке, давая ему клятву верности. Он принимал активное участие в деятельности словацких националистов, став одним из ближайших соратников их лидера Йозефа Тисо. Ещё в 1923 году он установил контакты с немецкой партией НСДАП.
С 1926 года Тука жил в Вене, где выпускал газеты «Словацкая корреспонденция» (словац. Correspondence slovaque) и «Словак». Вскоре вернулся в Чехословакию. В 1929 году он был арестован чехословацкими властями и приговорён к 15 годам тюремного заключения, а в 1931 году была распущена организация «Родобрана».
В 1937 году президент Чехословакии Эдвард Бенеш помиловал Туку, и тот вышел на свободу. В следующем году, после смерти лидера словацких клерикальных националистов Андрея Глинки, Тука стал генеральным секретарём Словацкой народной партии, которой вскоре было присвоено имя Глинки. Основная цель, которую преследовала партия, заключалась в выходе Словакии из состава Чехословакии. В июле 1938 года по образцу «Родобраны», а также немецких СС, на территории Словакии начали формироваться военизированные отряды «Глинковой гвардии».

### Словацкая республика
После провозглашения независимости Словакии Войтех Тука стал заместителем премьер-министра, а с ноября 1939 года — премьер-министром Словакии. Он также занимал пост министра иностранных дел государства. В сентябре 1944 года Тука уступил обе должности Штефану Тисо.
Войтех Тука, возглавлявший радикальное крыло Словацкой народной партии, был в большей степени расположен к Нацистской Германии, нежели президент страны, Йозеф Тисо. Так, 18 марта 1939 года вместе с Фердинандом Дюрчанским он подписал «Договор об охранных отношениях между Германией и Словацким государством». Был причастен к организации депортации словацких евреев в лагеря смерти.
В апреле 1945 года Тука бежал из Словакии, но вскоре был пойман и выдан чехословацким властям. Братиславский народный суд приговорил Туку к смертной казни через повешение, приговор был приведён в исполнение.